# Halszka Osmólska
Halszka Osmólska (Poznań, 15 de setembro de 1930 – 31 de março de 2008) foi uma paleontóloga polonesa.
Professora do Instituto de Paleobiologia da Academia de Ciências da Polônia, Osmólska era especialista em dinossauros e outros répteis do Cretáceo Superior da Mongólia (Deserto de Gobi).

## Biografia
Osmólska nasceu em 1930 em Poznań. Iniciou seus estudos na Faculdade de Biologia e Ciências da Terra na Universidade Técnica de Poznan antes de se mudar para Varsóvia onde ingressou na Universidade de Varsóvia para estudar geologia, graduando-se em 1955. Era ainda estudante de pós-graduação quando se tornou assistente do professor Roman Kozłowski no laboratório paleozoologia, que foi reaberto depois da guerra. Em 1965, ela conseguiu um cargo permanente no departamento de paleozoologia, o atual Instituto de Paleobiologia da Academia de Ciências da Polônia. Entre 1983 e 1988 ela dirigiu o instituto.
Em 40 anos de pesquisa científica, Osmólska participou de vários estudos sobre dinossauros, principalmente do final do Cretáceo.

## Morte
Osmólska estava bastante doente e faleceu em 31 de março de 2008, na Polônia.

## Publicações
- Weishampel, D.B.; Osmólska, H.; Dodson, P. (eds.). The Dinosauria (1st ed.). Berkeley: University of California Press, 1990.
- Weishampel, D.B.; Dodson, P.; Osmólska, H. (eds.). The Dinosauria (2nd ed.). Berkeley: University of California Press, 2004.
- Osmólska, H.; Roniewicz, E. (1970). Deinocheiridae, a new family of theropod dinosaurs. Palaeontologica Polonica 21: 5-19.
- Osmólska, H.; Roniewicz, E.; Barsbold, R. (1972). A new dinosaur, Gallimimus bullatus n. gen., n. sp. (Ornithomimidae) from the Upper Cretaceous of Mongolia'. Palaeontologia Polonica 27: 103-143.
- Maryańska, T.; Osmólska, H. (1974). Pachycephalosauria, a new suborder of ornithischian dinosaurs. Palaeontologia Polonica 30: 45-102.
- Perle, A.; Maryańska, T.; Osmólska, H. (1982). Goyocephale lattimorei gen. et sp. n., a new flat-headed pachycephalosaur (Ornithischia, Dinosauria) from the Upper Cretaceous of Mongolia. Acta Palaeontologica Polonica 27 (1-4): 115-127.
- Osmólska, H. (1987). Borogovia gracilicrus gen. et sp. n., a new troodontid dinosaur from the Late Cretaceous of Mongolia. Acta Palaeontologica Polonica 32 (1-2): 133-150.
- Barsbold, R.; Osmólska, H.; Kurzanov, S.M. (1987). On a new troodontid (Dinosauria, Theropoda) from the Early Cretaceous of Mongolia. Acta Palaeontologica Polonica 32 (1-2): 121-132.
- Kurzanov, S.M.; Osmólska, H. (1991). Tochisaurus nemegtensis gen. et sp. n., a new troodontid dinosaur (Dinosauria, Theropoda) from Mongolia. Acta Palaeontologica Polonica 36 (1): 69-76.
- Barsbold, R.; Osmólska, H.; Watabe, W.; Currie, P.J.; Tsogtbaatar, K. (2000). A new oviraptorosaur (Dinosauria, Theropoda) from Mongolia: the first dinosaur with a pygostyle. Acta Palaeontologica Polonica 45 (2): 97-106.